# Norway (Maine)
Norway és una població dels Estats Units a l'estat de Maine (EUA). Segons el cens del 2000 tenia 4.611 habitants.

## Demografia
Segons el cens del 2000, Norway tenia 4.611 habitants, 1.972 habitatges, i 1.256 famílies. La densitat de població era de 39,5 habitants/km².
Dels 1.972 habitatges en un 27,7% hi vivien nens de menys de 18 anys, en un 49,3% hi vivien parelles casades, en un 11% dones solteres, i en un 36,3% no eren unitats familiars. En el 29,3% dels habitatges hi vivien persones soles el 13,4% de les quals corresponia a persones de 65 anys o més que vivien soles. El nombre mitjà de persones vivint en cada habitatge era de 2,29 i el nombre mitjà de persones que vivien en cada família era de 2,78.
Per edats la població es repartia de la següent manera: un 22,5% tenia menys de 18 anys, un 7% entre 18 i 24, un 26,2% entre 25 i 44, un 26% de 45 a 60 i un 18,2% 65 anys o més.
L'edat mediana era de 42 anys. Per cada 100 dones de 18 o més anys hi havia 85,2 homes.
La renda mediana per habitatge era de 28.497 $ i la renda mediana per família de 34.464 $. Els homes tenien una renda mediana de 26.612 $ mentre que les dones 20.417 $. La renda per capita de la població era de 17.020 $. Entorn del 9,8% de les famílies i el 12,7% de la població estaven per davall del llindar de pobresa.